# Посольство України при Святому Престолі
Посольство України при Святому Престолі (Ватикані) — дипломатична місія України у Ватикані.

## Завдання Посольства
Основне завдання Посольства України при Святому Престолі (Ватикані) представляти інтереси України, сприяти співпраці в різноманітних заходах культурно-гуманітарного характеру.
Посольство сприяє розвиткові міждержавних відносин між Україною і Ватиканом на всіх рівнях, з метою забезпечення гармонійного розвитку взаємних відносин, а також співробітництва з питань, що становлять взаємний інтерес.

## Історія дипломатичних відносин
16 березня 1919 року уряд Української Народної Республіки призначив графа Михайла Тишкевича керівником дипломатичної місії при Святому Престолі. У свою чергу Ватикан призначив отця Джованні Дженоккі Апостольським візитатором в Україні.
Дата встановлення дипломатичних віндносин між Україною та Ватиканом: 8 лютого 1992 року. Саме 8-м лютого датоване Апостольське бреве Папи Івана Павла II «Ucrainam Nationem», яким Понтифік заснував Апостольську Нунціатуру в Україні.. Посольство України при Святому Престолі було відкрито у 2000 році.

## Керівники дипломатичної місії України
| 1 | Тишкевич Михайло Станіславович | 1919       |  |
| 2 | Франц Ксаверій Бонн            | 1919-1921  |  |
| 3 | Ковальська Ніна Климівна       | 1998-2003  |  |
| 4 | Хоружий Григорій Фокович       | 2004-2006  |  |
| 5 | Іжевська Тетяна Іванівна       | 2006-2019  |  |
| 6 | Юраш Андрій Васильович         | 2021- т.ч. |  |